# Anoplokaros keerensis
Anoplokaros keerensis är en klomaskart som beskrevs av Reid 1996. Anoplokaros keerensis ingår i släktet Anoplokaros och familjen Peripatopsidae. Inga underarter finns listade i Catalogue of Life.